# Krîjîk, Bilopillea
Krîjîk (în ucraineană Крижик) este un sat în comuna Kalcenkî din raionul Bilopillea, regiunea Sumî, Ucraina.

## Demografie
Componența lingvistică a localității Krîjîk
     Ucraineană (96,9%)
     Rusă (3,1%)
Conform recensământului din 2001, majoritatea populației localității Krîjîk era vorbitoare de ucraineană (96,9%), existând în minoritate și vorbitori de rusă (3,1%).